# Unapologetic
Albums de Rihanna
Talk That Talk
(2011) Anti
(2016)
Singles
1. Diamonds
Sortie : 27 septembre 2012
2. Stay
Sortie : 7 janvier 2013
3. Pour It Up
Sortie : 8 janvier 2013
4. Loveeeeeee Song
Sortie : 3 avril 2013
5. Right Now
Sortie : 28 mai 2013
6. What Now
Sortie : 29 août 2013
7. Jump
Sortie : 24 janvier 2014

Unapologetic est le septième album studio de Rihanna, sorti le 19 novembre 2012 sur le label Def Jam Recordings. Le premier single issu de ce septième album est le titre phare Diamonds, sorti le 26 septembre 2012. 
Pour promouvoir l'album, une tournée, le Diamonds World Tour, commença le 8 mars 2013, ainsi qu'une série de concerts promotionnels, le 777 Tour, une tournée en 7 concerts, dans 7 pays, en 7 jours. Dès sa sortie le 19 novembre, l'album se classe à la première place sur iTunes dans 7 pays. Il a remporté le prix du meilleur album de musique urbaine contemporaine à la 56e cérémonie des Grammy Awards. 
L'album s'est vendu à plus de 4 millions de copies à travers le monde depuis sa sortie.

## Enregistrement

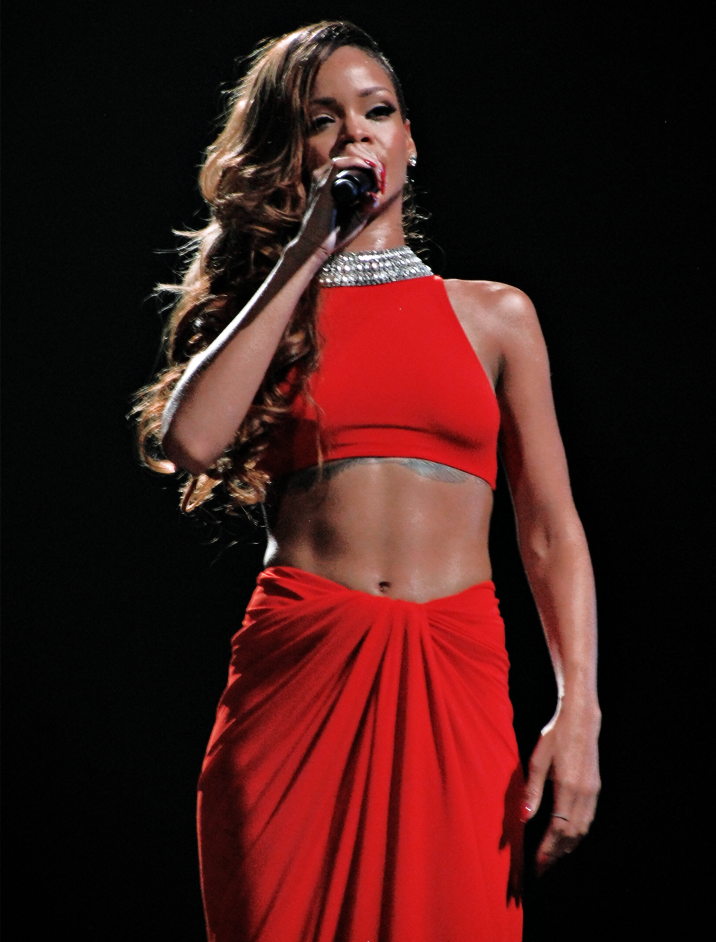
Rihanna lors du Diamonds World Tour

Le 10 juillet 2012, le chanteur et producteur britannique Labrinth révèle à Capital FM qu'il avait bien travaillé avec Rihanna sur l'album. Le 13 juillet 2012, Sean Garrett confirme que la chanteuse était bien entrée en studio avec le DJ français David Guetta pour travailler sur son album. Le 21 août, l'auteur-compositeur américain Claude Kelly révèle qu'il a bien écrit des chansons pour Rihanna tandis qu'elle effectuait des concerts à Londres. En septembre, il a été confirmé que Rihanna collabore avec Eric Bellinger, Sean Garrett et Swedish House Mafia pour son septième album. Le 21 septembre 2012, Ne-Yo confirme que deux chansons qu'il a écrites apparaissent sur la liste finale des chansons de l'album. Sean Garrett parle de la structure musicale de l'album en disant qu'il s'agissait d'« un grand méli-mélo des genres ».
Le 22 septembre, via Twitter, Rihanna dévoila le nouveau logo et son nouveau site internet « www.rihanna7.com ». Le logo montre la signature habituelle en « R » de la chanteuse formée par plusieurs mots.

## Réception

### Réception commerciale
L'album débute mondialement en première position avec 492 000 exemplaires.
En France, l'album s'est vendu à plus de 158 000 exemplaires fin 2012 et à 290 000 exemplaires depuis devenant le second opus le plus vendu de la chanteuse
Mondialement, l'album s'est vendu à 2 873 000 exemplaires 21 semaines après sa sortie et plus de 3,2 millions en juillet 2013. Au printemps 2016, l'album a été certifié pour 7 millions de ventes

## Liste des pistes
Cette liste des pistes a été confirmée via l'iTunes Store le 6 novembre 2012. Les crédits des chansons proviennent du site officiel de Rihanna.
| 1.    | Fresh Out The Runway                      | David Guetta, Giorgio Tuinfort, Terius Nash, R. Fenty                         | Guetta, Tuinfort, The-Dream              | 3:42 |
| 2.    | Diamonds                                  | Sia, Benjamin Levin, Mikkel Eriksen, Tor Hermansen                            | StarGate, Benny Blanco                   | 3:45 |
| 3.    | Numb (featuring Eminem)                   | Sam Dew, Warren Felder, Ronald "Flip" Colson, Pop Wansel,                     | Oakwud, Flippa123, PopWansel             | 3:25 |
| 4.    | Pour It Up                                | Michael Williams,Theron Thomas, Timothy Thomas                                | Mike Will Made-It, J-Bo (co)             | 2:41 |
| 5.    | Loveeeeeee Song (featuring Future)        | Nayvadius Wilburn, Denisea "Blu June" Andrews,                                | Future                                   | 4:16 |
| 6.    | Jump                                      | Kevin Cossum, Williams, Eriksen, Hermansen; Saul Milton, Will Kennard         | StarGate, Chase & Status                 | 4:24 |
| 7.    | Right Now (featuring David Guetta)        | Nash, Guetta, Eriksen, Hermansen, Shaffer Smith, Tuinfort, Nick Rotteveel     | Guetta, StarGate, Nicky Romero, Tuinfort | 3:01 |
| 8.    | What Now                                  | Olivia Waithe, Parker Ighile, Nathan Cassells                                 | Ighile, Cassells (co)                    | 4:03 |
| 9.    | Stay (featuring Mikky Ekko)               | Ekko, Justin Parker, Elof Loelv                                               | Ekko, Loelv, Parker                      | 4:00 |
| 10.   | Nobody's Business (featuring Chris Brown) | Nash, Carlos McKinney                                                         | The-Dream, McKinney                      | 3:36 |
| 11.   | Love Without Tragedy / Mother Mary        | Nash, McKinney                                                                | The-Dream, McKinney                      | 6:59 |
| 12.   | Get It Over With                          | James Fauntleroy II, Brian Seals,                                             | Brian Kennedy                            | 3:31 |
| 13.   | No Love Allowed                           | Sean "Elijah Blake" Fenton, Alexander Izquierdo, Ernest Wilson, Steve Wyreman | No ID                                    | 4:09 |
| 14.   | Lost in Paradise                          | Ester Dean,Timothy McKenzie, Eriksen, Hermansen                               | StarGate, Labrinth                       | 3:35 |
| 55:06 |                                           |                                                                               |                                          |      |

| Titres bonus Édition Deluxe | Titres bonus Édition Deluxe             | Titres bonus Édition Deluxe                        | Titres bonus Édition Deluxe                                | Titres bonus Édition Deluxe | Titres bonus Édition Deluxe | Titres bonus Édition Deluxe | Titres bonus Édition Deluxe | Titres bonus Édition Deluxe | Titres bonus Édition Deluxe |
| No                          | Titre                                   | Auteur                                             | Producteur(s)                                              | Durée                       |                             |                             |                             |                             |                             |
| --------------------------- | --------------------------------------- | -------------------------------------------------- | ---------------------------------------------------------- | --------------------------- | --------------------------- | --------------------------- | --------------------------- | --------------------------- | --------------------------- |
| 15.                         | Half of Me                              | Adele Emeli Sandé, Shahid Khan, Eriksen, Hermansen | StarGate, Naughty Boy                                      | 3:12                        |                             |                             |                             |                             |                             |
| 16.                         | Diamonds (Dave Audé 100 Extended)       | Furler, Levin, Eriksen, Hermansen                  | StarGate, Benny Blanco, Audé (add), Kemal Golden (add)     | 5:03                        |                             |                             |                             |                             |                             |
| 17.                         | Diamonds (Gregor Salto Downtempo Remix) | Furler, Levin, Eriksen, Hermansen                  | StarGate, Benny Blanco, Salto (add), Tzvetin Todorov (add) | 4:29                        |                             |                             |                             |                             |                             |
| 67:50                       |                                         |                                                    |                                                            |                             |                             |                             |                             |                             |                             |

| DVD Édition Deluxe | DVD Édition Deluxe                        | DVD Édition Deluxe | DVD Édition Deluxe | DVD Édition Deluxe | DVD Édition Deluxe | DVD Édition Deluxe | DVD Édition Deluxe | DVD Édition Deluxe | DVD Édition Deluxe |
| No                 | Titre                                     | Durée              |                    |                    |                    |                    |                    |                    |                    |
| ------------------ | ----------------------------------------- | ------------------ | ------------------ | ------------------ | ------------------ | ------------------ | ------------------ | ------------------ | ------------------ |
| 1.                 | First Look: 2012 LOUD Tour Live At the O2 | 23:04              |                    |                    |                    |                    |                    |                    |                    |
| 23:04              |                                           |                    |                    |                    |                    |                    |                    |                    |                    |

## Samples
- Numb contient un échantillon de Can't Tell me Nothing de Kanye West[Note 1].
- Jump sample la chanson Pony (1996) par Ginuwine et écrite par Elgin "Ginuwine" Lumpkin, Stephen Garrett et Timbaland[Note 1].
- Nobody's Business, une collaboration avec l'artiste américain Chris Brown contient des paroles de la chanson de Michael Jackson, The Way You Make Me Feel (1987)[Note 1].

## Formats
Édition Standard
- Version Standard de Unapologetic

Édition Deluxe
- Version Deluxe de Unapologetic
- Bonus DVD, comprenant des séquences inédites et un concert enregistré en direct du O2 Arena de Londres du Loud Tour de Rihanna

Édition Deluxe Diamonds box
- Version Deluxe de Unapologetic
- Bonus DVD
- T-shirt montrant une photo issue du photoshoot de l'album
- Bracelet inspiré par Diamonds
- 7 stickers pour ordinateur portable
- Livret de 28 pages de photos et d'art
- Poster Fan en mosaïque

Diamonds executive platinum box
- Version Deluxe de Unapologetic
- Bonus DVD
- Livret de 28 pages de photos et d'art
- Clé USB Unapologetic, comprenant des photos en haute définition, des documents graphiques intensifs, des vidéos, des feuilles de calcul, des présentations et des dissertations musicales
- Bracelet inspiré par Diamonds
- T-shirt montrant une photo issue du photoshoot de l'album
- 7 art print 12 × 15 en lithographie, liés ensemble avec une signature manuscrite du logo en R
- 3 adhésifs pour appareils électroniques
- 7 stickers pour ordinateur portable
- Une note personnelle pour les fans en 11 × 17, écrite à la main par Rihanna
- Diamonds – Remixes sur disque vinyle
- View-Master comprenant une bobine d'images 3D
- Cahier de 40 pages avec des notes manuscrites et des paroles
- Poster Fan en mosaïque

## Classements
| Classement (2012-2013)              | Meilleure place |
| ----------------------------------- | --------------- |
| Allemagne (Media Control AG)        | 3               |
| Australie (ARIA)                    | 8               |
| Autriche (Ö3 Austria Top 40)        | 5               |
| Belgique (Flandre Ultratop)         | 2               |
| Belgique (Wallonie Ultratop)        | 5               |
| Canada (Canadian Albums Chart)      | 1               |
| Danemark (Tracklisten)              | 7               |
| Écosse (OCC)                        | 3               |
| Espagne (Promusicae)                | 9               |
| États-Unis (Billboard 200)          | 1               |
| États-Unis (Top R&B/Hip-Hop Albums) | 1               |
| Finlande (Suomen virallinen lista)  | 12              |
| France (SNEP)                       | 3               |
| Hongrie (MAHASZ)                    | 15              |
| Irlande (IRMA)                      | 1               |
| Italie (FIMI)                       | 7               |
| Japon (Oricon)                      | 11              |
| Mexique (Top 100 Mexico)            | 16              |
| Norvège (VG-lista)                  | 1               |
| Nouvelle-Zélande (RIANZ)            | 5               |
| Pays-Bas (Mega Album Top 100)       | 6               |
| Pologne (Albums Chart)              | 4               |
| Portugal (AFP)                      | 11              |
| Tchéquie (IFPI)                     | 13              |
| Royaume-Uni (UK Albums Chart)       | 1               |
| Royaume-Uni (R&B Albums)            | 1               |
| Russie (Albums Chart)               | 9               |
| Suède (Sverigetopplistan)           | 15              |
| Suisse (Schweizer Hitparade)        | 1               |

| Classement (2012)                    | Position |
| ------------------------------------ | -------- |
| Belgique Classement album (Flandre)  | 55       |
| Belgique Classement album (Wallonie) | 61       |
| Pays-Bas Classement album            | 56       |

### Certifications et ventes
| Pays              | Certification | Unités certifiées |
| ----------------- | ------------- | ----------------- |
| Allemagne (IFPI)  | Or            | 100 000           |
| Australie (ARIA)  | Platine       | 70 000            |
| Autriche          | Platine       | 20 000            |
| Belgique          | Or            | 15 000            |
| Canada (CRIA)     | Platine       | 80 000            |
| Danemark          | Or            | 10 000            |
| Espagne           | Or            | 20 000            |
| États-Unis (RIAA) | 3 × Platine   | 3 000 000         |
| France (SNEP)     | 2 × Platine   | 275 000           |
| Irlande (IRMA)    | 2 × Platine   | 30 000            |
| Italie            | Platine       | 30 000            |
| Nouvelle-Zélande  | Or            | 7 500             |
| Pologne           | Platine       | 20 000            |
| Roumanie          | Argent        | 6 000             |
| Royaume-Uni (BPI) | 2 × Platine   | 700 000           |
| Suède             | Or            | 20 000            |

## Historique de sortie
| Pays        | Date             | Format(s)                          | Label              | Édition(s)       |
| ----------- | ---------------- | ---------------------------------- | ------------------ | ---------------- |
| Australie,  | 16 novembre 2012 | CD, CD+DVD, téléchargement digital | Universal Music    | Standard, deluxe |
| Allemagne   | 16 novembre 2012 | CD, CD+DVD, téléchargement digital | Universal Music    | Standard, deluxe |
| États-Unis  | 16 novembre 2012 | CD, CD+DVD, téléchargement digital | Universal Music    | Standard, deluxe |
| France      | 16 novembre 2012 | CD, CD+DVD, téléchargement digital | Def Jam Recordings | Standard, deluxe |
| Italie      | 16 novembre 2012 | CD, CD+DVD, téléchargement digital | Universal Music    | Standard, deluxe |
| Pays-Bas    | 20 novembre 2012 | CD, CD+DVD, téléchargement digital | Universal Music    | Standard, deluxe |
| Pologne,    | 20 novembre 2012 | CD, CD+DVD, téléchargement digital | Universal Music    | Standard, deluxe |
| Royaume-Uni | 20 novembre 2012 | CD, CD+DVD, téléchargement digital | Universal Music    | Standard, deluxe |
| Suède       | 21 novembre 2012 | CD, CD+DVD, téléchargement digital | Mercury Records    | Standard, deluxe |

## 777 Tour

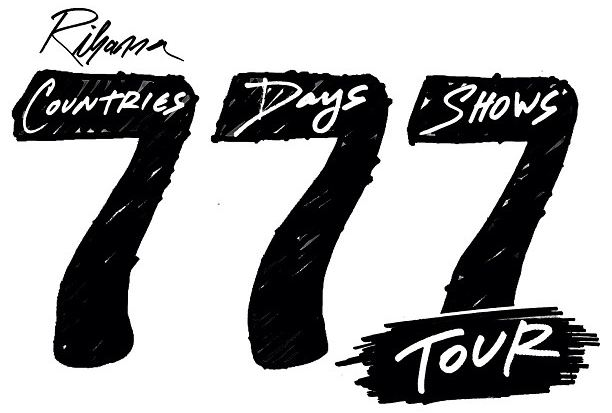
Rihanna-777-Tour

Le 777 Tour est une série de concerts promotionnels. Elle passe dans 7 villes en 7 jours et en y faisant 7 concerts. Durant cette tournée, la chanteuse et son équipe ont voyagé dans Boeing 777 avec quelques fans et journalistes.

### Programme
- Cockiness (Love It)
- Birthday Cake
- Talk That Talk
- Wait Your Turn
- Man Down
- Only Girl (In the World)
- Disturbia (sur certaines dates)
- Don't Stop the Music
- S&M
- Fresh Out The Runway
- Unfaithful
- Take a Bow
- Hate That I Love You
- Where Have You Been
- What's My Name?
- Live Your Life
- All of the Lights
- Cheers (Drink to That) (sur certaines dates)
- Diamonds
- Love the Way You Lie (Part II)
- Stay (sur certaines dates)
- Umbrella
- We Found Love

### Dates et lieux des concerts
| Date             | Ville     | Pays        | Salle               |
| ---------------- | --------- | ----------- | ------------------- |
| 14 novembre 2012 | Mexico    | Mexique     | El PLaza Condesa    |
| 15 novembre 2012 | Toronto   | Canada      | Danforth Music Hall |
| 16 novembre 2012 | Stockholm | Suède       | Berns Salonger      |
| 17 novembre 2012 | Paris     | France      | Le Trianon          |
| 18 novembre 2012 | Berlin    | Allemagne   | E-Werks             |
| 19 novembre 2012 | Londres   | Royaume-Uni | HMV Forum           |
| 20 novembre 2012 | New York  | États-Unis  | Webster Hall        |

### Reportage de la tournée
Un reportage sur la tournée est diffusé sur la chaîne américaine Fox le 6 mai 2013. Il sortira en DVD le lendemain.